# Koldinghus

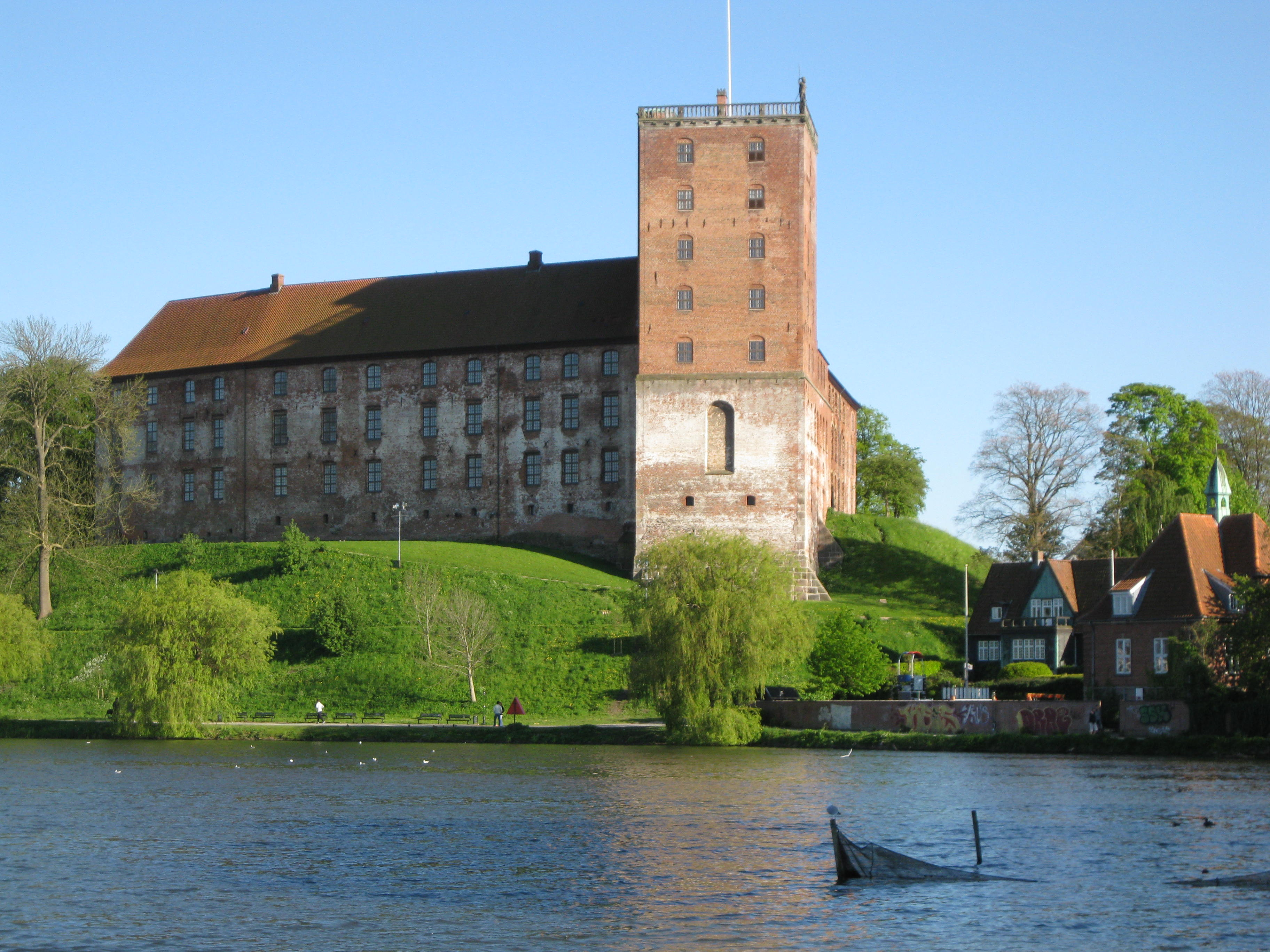
Koldinghus heute, Blickrichtung von Norden, Vordergrund: Schloss-See

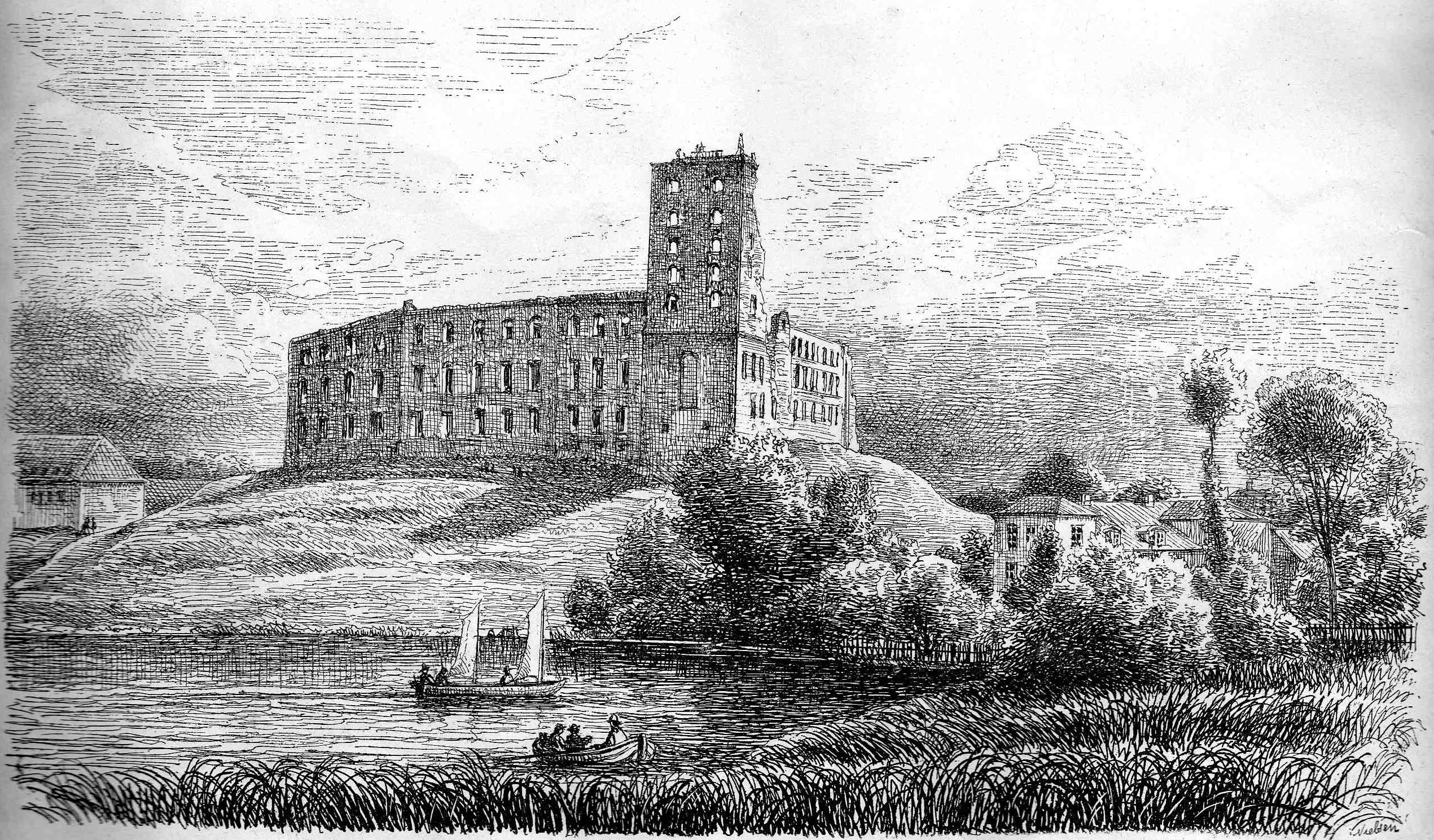
Blick von Nordwest, 1866

Koldinghus ist ein dänisches Königsschloss in der Stadt Kolding im Osten Jütlands, das in der Mitte des 12. Jahrhunderts angelegt wurde. Es brannte im Jahr 1808 aus und blieb lange als Ruine ungenutzt, wurde dann aber im Zuge einer langjährigen Restaurierung wieder aufgebaut. Heute wird Koldinghus als Museum für die Schlossgeschichte und Ort für wechselnde Kunstausstellungen und künstlerische Aktivitäten genutzt.
Von der Parkanlage um das Schloss hat man eine gute Aussicht auf die Stadt Kolding und den angrenzenden Schloss-See. Der Schloss-Turm bietet eine 75 Meter hohe Aussicht von einer Aussichtsplattform.

## Geschichte des Koldinghus
Koldinghus ist die letzte existierende königlich-dänische Burg. In ihrer 700 Jahre dauernden Existenz spielte sie eine wichtige Rolle in der Geschichte Dänemarks. Eingebunden in die Grenzverteidigung diente sie als eine königliche Residenz und als Sitz der lokalen Repräsentanten der dänischen Zentralregierung.
Nach dem großen Feuer 1808, das die Burg zerstörte, wurde die Ruine zu einer Attraktion für Künstler und Poeten, die hier Inspiration für ihre Werke suchten und fanden. Mehr als ein Jahrhundert lang war die Ruine ein Objekt verschiedener Restaurierungsversuche und wurde schließlich in ein Museum für die regionale Geschichte und einen Ort für kulturelle Aktivitäten umgewandelt.

### Mittelalterliche Burg
In der Mitte des 13. Jahrhunderts bildeten der Kolding Fjord und die Flüsse Kolding Å (dt. Kolding-Au) und Kongeå (dt. Königsau) die Grenze zwischen dem Königreich Dänemark und dem Herzogtum Schleswig. Die Stadt Kolding entwickelte sich zu einer Handelsstadt an dieser Grenze, genau an dem Punkt, wo der Warenverkehr zwischen Dänemark und Deutschland den Fluss überqueren musste. Der Schritt zur Handelsstadt erfolgte im Jahr 1230, als Kolding die Stadtrechte erhielt. König Erik Glipping (1259–1286) baute das erste Koldinghus an diesem wichtigen Übergang, um die südliche Grenze des Königreichs zu verteidigen, vorrangig gegen die Grafen von Schauenburg und Holstein, die als Herzöge von Schleswig Einfluss auch über Dänemark gewinnen wollten.
Während des Mittelalters wurde Koldinghus durch seine besondere Lage zu einer der größten und wichtigsten Festungen Dänemarks. Im Jahr 1320 zwang der Adel den dänischen König Christoph II. (Amtszeit 1320–1326), eine Handfeste zu unterzeichnen, die die königlichen Rechte gegenüber dem Adel erheblich einschränkte. Dazu gehörte auch der Abriss der meisten königlichen Burgen in Jütland, ausgenommen Riberhus und Koldinghus. Beide Burgen lagen an strategisch wichtigen Orten an der Südgrenze des Königreiches. Kurze Zeit später fiel die Burg durch verschiedene Anlässe in die Hände der Grafen von Schauenburg und Holstein, bis Waldemar IV. Atterdag, König von Dänemark von 1340 bis 1375, im Jahr 1348 die verpfändete Burg zurücknahm.
Es wurden oft Treffen auf Burg Koldinghus abgehalten. Unter anderem verhandelten hier auch Königin Margarethe I. (1376–1412) und König Erich von Pommern (1412–1439) viele Male mit den Herzögen von Schleswig über Nordschleswigs Haltung gegenüber dem Dänischen Königreich. Hier auf Koldinghus wurde auch der im Jahr 1448 neu gewählte König Christian I. zum ersten Mal in Dänemark empfangen, als er aus Oldenburg in Norddeutschland ankam. Hier fanden auch die regelmäßigen Treffen statt zwischen König Christian I. (1448–1481) und der ländlichen Aristokratie von Schleswig-Holstein, nachdem er 1460 zum Herzog von Schleswig und 1474 zum Grafen von Holstein gewählt worden war.
Heute erinnern keine sichtbaren Spuren mehr an das früheste Koldinghus, aber verschiedene archäologische Forschungen haben ergeben, dass ein Steingebäude genau an der Stelle stand, wo die heutige Burg gebaut wurde.

### Dänemarks erstes Renaissanceschloss
Im Jahr 1536 kam König Christian III. nach dem Grafenfehde (dän. Grevens Fejde) genannten Bürgerkrieg (1534–1536) auf den dänischen Thron. Nachdem er seine Macht über die einheimischen und fremden Feinde konsolidiert hatte, war er in der Lage, gemeinsam mit seiner Frau Dorothea umfangreiche Renovierung an Koldinghus vornehmen zu lassen. Alle mittelalterlichen Befestigungen und Vorrichtungen, die man zur Verteidigung genutzt hatte, wurden entfernt. Die frühere Festung wurde in ein wohnliches Schloss für den König und seine Familie im westlichen Teil des Königreiches umgewandelt und für die Zukunft als Witwensitz für die Königin bestimmt. Koldinghus wurde so das erste reine königliche Wohnschloss in Dänemark.
In den Jahren um 1550 wurde der Burggraben, den das Koldinghus umgab, zugeschüttet und der südliche Flügel das Schlosses erbaut. Der Westflügel mit dem runden Torbogen als Eingang wurde gleichfalls ergänzt. Der frühere Scharfschützen-Laufgang auf dem Dach des Westflügels wurde angehoben und zu einem Festsaal umgebaut. Das älteste Bild von Koldinghus datiert von 1587 und zeigt, dass König Christian III. und Königin Dorothea auch einen Gefechtsturm mit einer Turmspitze zu dem Schloss hinzugefügt hatten. Die Mauern des Schlosses wurden verputzt und weiß getüncht, und grüner Schiefer für die Dächer genutzt.
König Christian III. und Königin Dorothea führten die Reformation in Dänemark, heute die Dänische Volkskirche, ein. Die Süd-West-Ecke von Koldinghus wurde in die erste königliche lutherische Kirche umgewandelt. Die Kapelle umfasste zwei Geschosse. Sie wurde durch ein Feuer im Jahr 1581 beschädigt und ein paar Jahre später von König Christian IV. durch eine neue Schlosskapelle neben dem Großen Turm ersetzt.
König Christian III. starb am Neujahrstag 1559 auf Koldinghus. Anschließend wurde das Schloss für die nächsten zwölf Jahre zum Witwensitz der Königin Dorothea. Weil König Friedrich II. (1559–1588) während der Lebenszeit seiner Mutter nicht heiratete, reklamierte sie für sich als Königsmutter die Rolle der First Lady im Königreich. Koldinghus blieb daher weiterhin ein Machtzentrum in Dänemark. Nach dem Tod von Königin Dorothea im Jahr 1571 fiel das Schloss an ihren ältesten Sohn König Friedrich II., der das Gebäude zur Verwaltung und zum Aufbau eines großen Gebietes königlicher Ländereien zwischen den Städten Kolding und Skanderborg nutzte. Als Wohnschloss errichtete er sich das prachtvolle Schloss Kronborg am Eingang zum Øresund.

### König Christian IV. auf Koldinghus
König Christian IV. verbrachte als Kind und junger Mann in den Jahren von 1583 bis 1593 lange Zeitabschnitte auf Koldinghus mit einer bescheidenen Anzahl an Dienstpersonal. Unter diesem Personal war auch ein Hauslehrer, der den Prinzen mit der grundlegenden Bildung vertraut machte. Nach seiner Krönung im Jahr 1596 begann Christian IV. seine umfangreiche Bautätigkeit mit der Sanierung von Koldinghus. Das Schloss entsprach nicht mehr den Ansprüchen einer komfortablen königlichen Residenz, war aber geeignet für offizielle repräsentative Aufgaben. König Friedrich II. hatte den Eingang zum Øresund als Standort von Schloss Kronborg gewählt. Hier trafen viele Seefahrer zum ersten Mal auf das Land unter der Kontrolle des dänischen Königs. König Christian IV. restaurierte Koldinghus, um die Besucher aus dem Süden zu begrüßen.

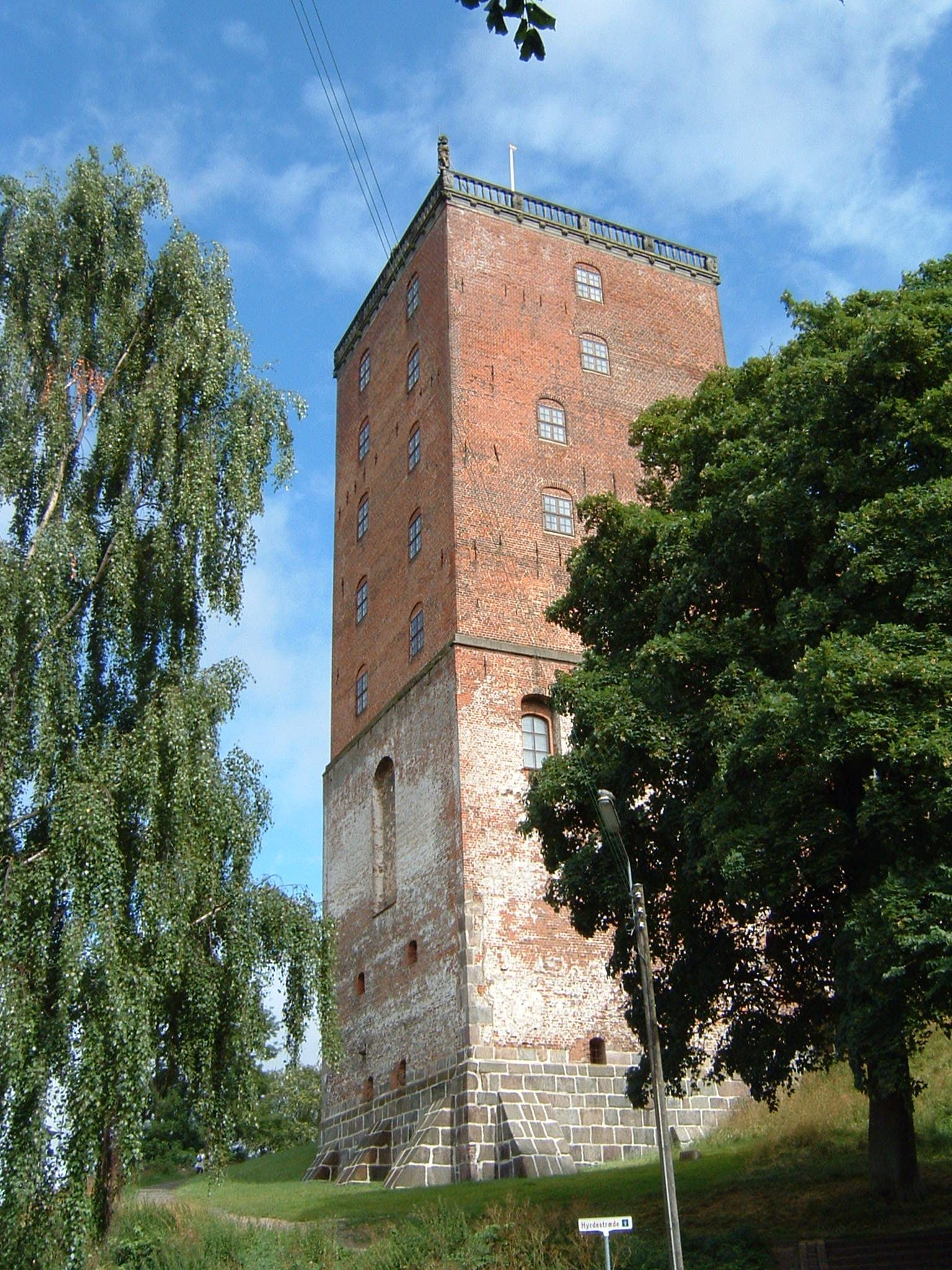
Koldinghus, Turm

Die Restaurierung war wegen eines Feuers, das 1597 in einer Küche im Nordflügel ausgebrochen war, notwendig geworden. Während der Flügel wiederaufgebaut wurde, nutzte König Christian IV. die Gelegenheit, den großen Turm anbauen zu lassen, ein Merkmal von Koldinghus, das bis heute Bestand hat. Außerdem ließ er eine neue und größere Kapelle bauen nach dem Vorbild der Schlosskirche im Schloss Hansburg. Oberhalb der neuen Kapelle wurde auf der gesamten Länge des oberen Geschosses des Westflügels ein neuer, großer Rittersaal eingerichtet. Mit einer Gesamtlänge von 57 Metern war diese große Halle die zweitgrößte Halle in Dänemark nach Schloss Kronborg. Der König hatte so einen repräsentativen Rahmen geschaffen, um die Regierungsgeschäfte zu führen, Prinzen zu empfangen und Lehen zu vergeben. In dem Festsaal erfolgte auch die Belehnung des Herzogs von Gottorf im Jahr 1616. Der Festsaal wurde im 17. Jahrhundert umgestaltet und in mehrere kleinere Räume aufgeteilt. Das Einzige, was an die Zeit von König Christian IV. erinnert, ist der steinerne Feuerplatz an der Nordwand.

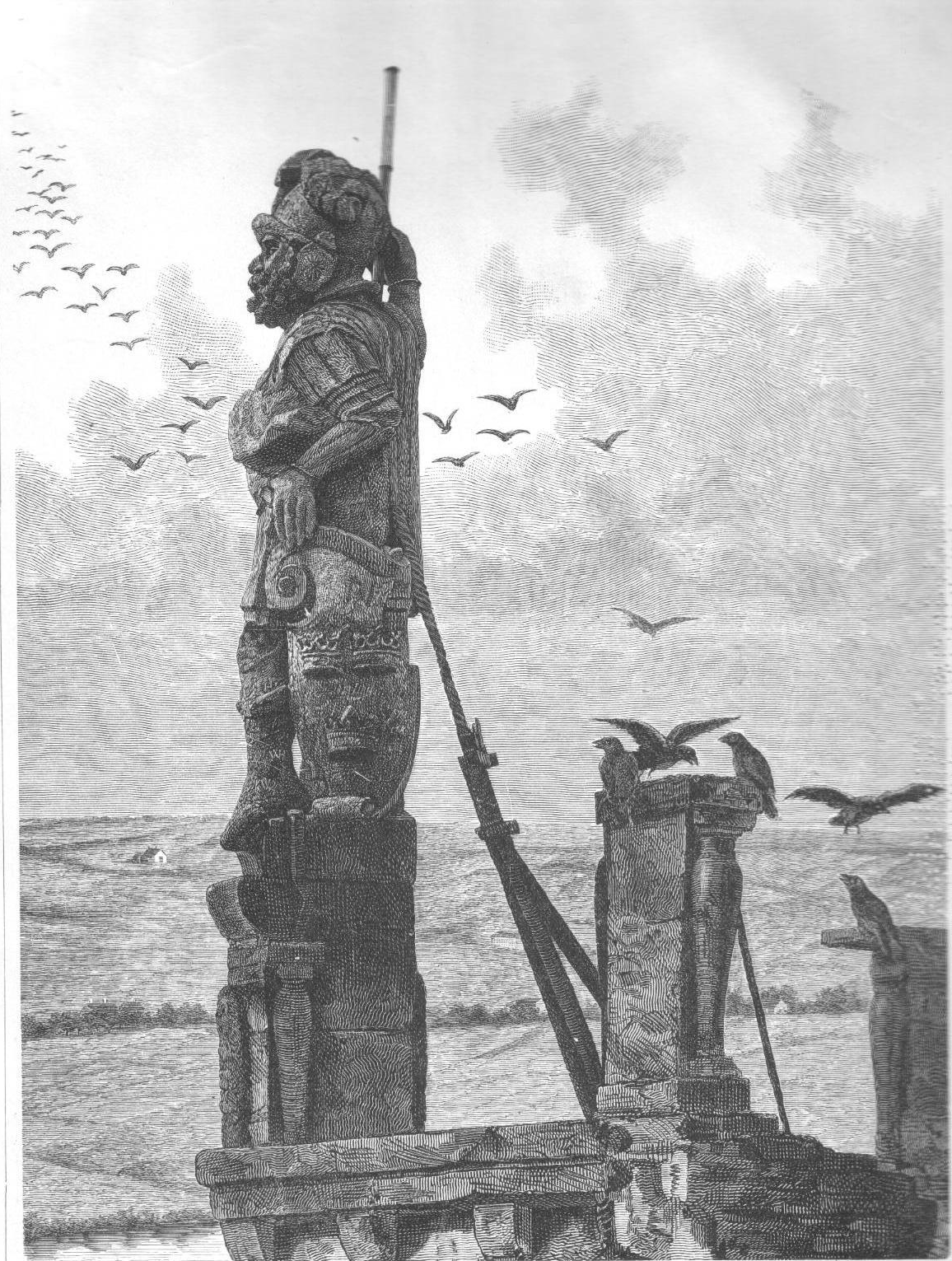
Herkules-Kämpfer, 1890

Oberhalb der Kapelle und des Festsaales ließ der König einen großen Turm bauen, auf dessen Spitze vier riesige Statuen von antiken Helden oder Giganten platziert waren. Jeder dieser Giganten hielt ein Wappen der wichtigsten Länder des Königs: Hannibal das Wappen von Dänemark, Scipio das von Norwegen, Herkules das schwedische Wappen und Hektor das Wappen des Herzogtums Schleswig. Von diesen Figuren verblieb nur Herkules mit dem schwedischen Wappen, den drei Kronen, die auch in der Zeit nach dem Dreikronenkrieg ein Symbol für die Skandinavische Union waren und den Herrschaftsanspruch des Königs auf ganz Skandinavien betonten.
Christian IV. ließ alle Treppentürme im Schlosshof erneuern und die neue Turmdekoration mit Sandstein-Toren anbringen. Er veranlasste auch die Renovierung des Brunnens in der Mitte des Schlosshofes mit einer Skulptur, die das Glück darstellen sollte, aufgestellt in einem Sandsteinbecken in der Form einer Jakobsmuschel. Der Brunnen ging nach dem Schlossbrand im Jahr 1808 verloren.

### König Friedrich IV. auf Koldinghus – ein Barockschloss
Die dänischen Könige des Mittelalters und der Renaissance bereisten ständig ihr Land in seiner vollen Ausdehnung. Mit der Einführung der absoluten Monarchie durch das Königsgesetz im Jahr 1660 bezogen sie eine ständige Residenz in Kopenhagen und Nord-Seeland und reisten nur zu wenigen Gelegenheiten nach Jütland. Nach den Kriegen gegen Deutschland und Schweden im 17. Jahrhundert und den sich daraus ergebenden Verwüstungen blieb Koldinghus als einziges königliches Schloss in Jütland erhalten.
Im Jahr 1711 verbrachte König Friedrich IV. viele Monate in seiner Residenz auf Koldinghus. Ein schlimmer Ausbruch der Pest in Kopenhagen hatte alle diejenigen vertrieben, die es sich leisten konnten, die dänische Hauptstadt zu verlassen. Auf einem Maskenball begegnete der König Anna Sophie Reventlow, der sehr jungen Tochter des dänischen Kanzlers (dän.: statsminister), und verliebte sich in sie. Ein Jahr später entführte er sie von Schloss Clausholm und schloss mit ihr eine morganatische Ehe. Als die Königin 1721 starb, heirateten König Friedrich IV. und Anna Sophie ein zweites Mal und Anna Sophie wurde Königin von Dänemark.
Ein großer Teil der Regierungszeit von König Friedrich IV. wurde bestimmt von dem Nordischen Krieg (1709–1720) zwischen Dänemark und Schweden. Im Jahr des Friedensschlusses 1720 begann er Pläne zur Umgestaltung von Koldinghus umzusetzen. Das Schloss war zu diesem Zeitpunkt ein Ergebnis von Generationen von Bauaktivitäten. Der mittelalterliche mittlere Flügel und der Renaissance-Flügel hatten nicht die gleiche Aufteilung der Stockwerk-Ebenen, was sich natürlich auch in den Fassaden widerspiegelte. Nun wurde Koldinghus in ein Barock-Schloss verwandelt, das der Harmonie der Barock-Architektur mit seinen Regeln entsprach. Die meisten Teile der Renaissance-Giebel und Mansarden wurden entfernt. Die verschiedenen Geschosse wurden ausgeglichen und neue Fenster in horizontalen Bändern und gleichmäßigen Abständen entlang der gesamten Fassade eingebaut. Das einzige, was nicht geändert wurde, war die Form des verzerrten Rechtecks des Grundrissplans.
In Verbindung mit dem Umbau von Koldinghus verschwand die große Halle. Es gab keinen Bedarf mehr für einen so großen Raum im Schloss für repräsentative Anlässe, da offizielle Staatsgeschäfte nur noch in der Hauptstadt geführt wurden. Koldinghus war zu jener Zeit nur ein königliches Familienschloss auf dem Lande. König Friedrich IV. hatte noch weitergehende Ausbaupläne, die aber nicht verwirklicht wurden.

### Feuer und Ruine

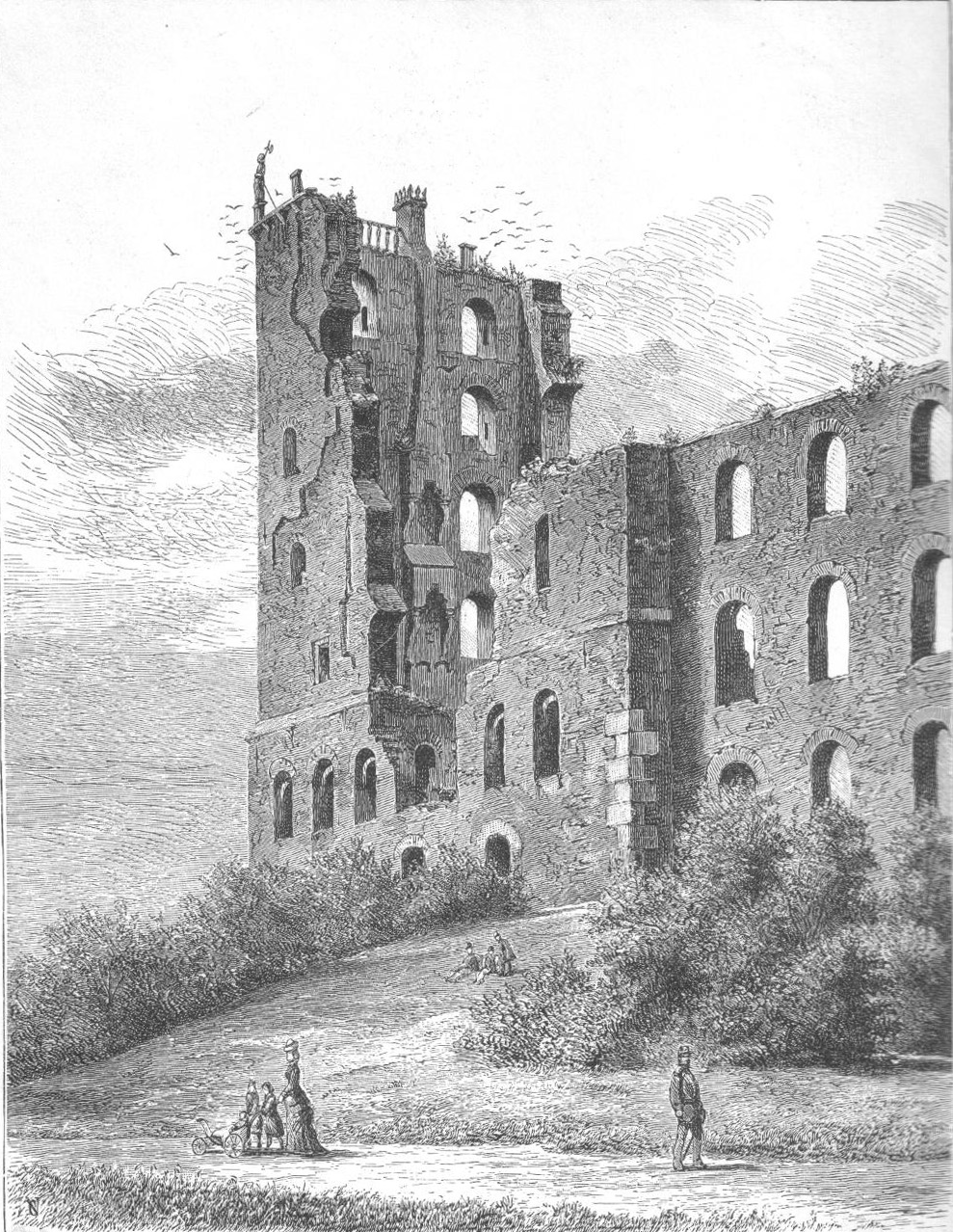
Koldinghus als Ruine, 1890

Anfang des 19. Jahrhunderts versuchte Dänemark, sich aus den großen Konfrontationen, die im Zuge der Napoleonischen Kriege Europa erschütterten, herauszuhalten. Doch im Jahr 1807 griffen die Engländer Kopenhagen an und erbeuteten die dänische Flotte. Die dänische Regierung ging eine Allianz mit Frankreich ein, dessen Kaiser Napoleon I. Truppen in einer Stärke von 30.000 Mann nach Dänemark entsandte, von denen die meisten Spanier waren. Diese Soldaten kamen unter dem Kommando von Marschall Jean Baptiste Bernadotte ins Land, der später als Karl XIV. König von Schweden wurde. Das Ziel war einerseits, Dänemark in der Allianz zu halten und andererseits an einem Feldzug gegen Schweden teilzunehmen, um für Dänemark die verlorenen Gebiete von Schonen, Halland und Blekinge zurückzugewinnen. Der Feldzug war nicht erfolgreich, und die spanischen Soldaten kamen nicht weiter als bis nach Jütland und zur Insel Fünen. Als Folge eines Putsches im August segelten sie mit englischen Schiffen zurück nach Spanien, um an Kämpfen gegen die französische Besetzung von Spanien teilzunehmen.
Ein Teil der spanischen Soldaten war in dem alten Schloss Koldinghus einquartiert, das in den vergangenen Jahrzehnten nur noch als Verwaltungssitz gedient hatte. Am 29. März 1808, während Marschall Bernadotte sein Hauptquartier auf dem Schloss hatte, brach ein Feuer im Schornstein der Feuerstelle des Wachraums aus. Bevor irgendjemand realisierte, wie gefährlich die Situation war, hatte sich das Feuer so ausgebreitet, dass man es mit den damaligen Mitteln nicht mehr löschen konnte. Man versuchte so viel von den Einrichtungsgegenständen zu retten wie möglich. Verluste an Menschenleben gab es nicht. Am zweiten Tag des verheerenden Feuers kollabierte ein Teil des großen Turmes und stürzte in die nebenstehende Schlosskapelle. Von Koldinghus blieb nur eine verkohlte Ruine übrig.
Im Frühjahr 1808 befand sich Dänemark wieder im Krieg. Kopenhagen wurde beschossen, und die Ökonomie des Landes war in einem furchtbaren Zustand. 1813 wurde der dänische Gesamtstaat für bankrott erklärt. Als Teil der Friedensverhandlungen im Jahr 1814 musste Norwegen an Schweden abgetreten werden. In dieser Situation dachte niemand ernsthaft an einen Wiederaufbau von Koldinghus. Es gab keinen Bedarf für ein Schloss, da der Präfekt des Distrikts Kolding einige Jahre vorher verlassen hatte. Nur die örtliche Bevölkerung nutzte Koldinghus als Steinbruch.
Um 1830 war es auch der dänische Schriftsteller Hans Christian Andersen, der die Bewahrung und den Schutz der Schlossruine verteidigte, so dass der Gedanke eines Wiederaufbaus des Schlosses Gestalt annahm. 1849 ging die Ruine in den Besitz des dänischen Staats über. Die Wiederaufbaupläne verzögerten sich durch den Deutsch-Dänischen Krieg im Jahr 1864, aber immerhin konnten einige Spendengelder zum Wiederaufbau der Ruine gesammelt werden. Die Ruine gewann mehr durch ihren pittoresken Anblick Bedeutung denn als historisches Denkmal.
Als das Museet på Koldinghus (dt. Museum auf Koldinghus) 1890 gegründet wurde, begann man ernsthaft mit dem Wiederaufbau. Eine Reihe von Räumen des Nordflügels machte den bescheidenen Anfang, und der gesamte Nordflügel erhielt nach ein paar Jahren ein neues Dach. Der Westflügel wurde während des Ersten Weltkrieges aufgebaut. Zum Teil verbaute man wiederverwendetes Material des alten Gebäudes der Nationalbibliothek in Kopenhagen, das in das dänische Nationalarchiv umgewandelt wurde. Die Bibliothek in Koldinghus ist das Resultat dieser Restaurierung.
Zu Beginn der 1930er Jahre gab es die Befürchtung, dass der Große Turm einstürzen würde, aber ein Fonds wurde gegründet, um den Turm wiederaufzubauen. Während der Zeit des Zweiten Weltkrieges und einer Zeit der wirtschaftlichen Depression waren die Bauarbeiten weitgehend unterbrochen.

### Restaurierung

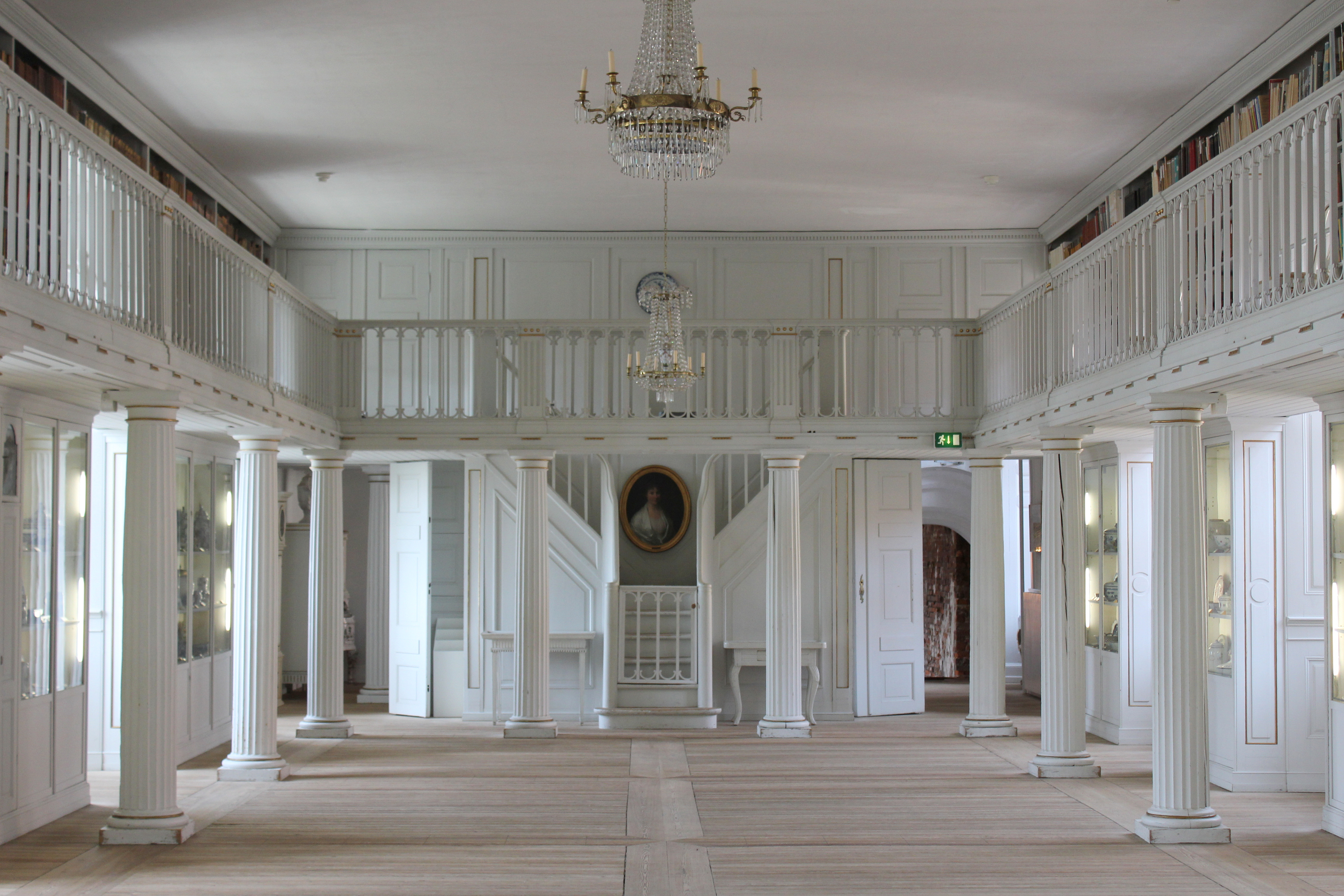
Innenraum nach der Restaurierung

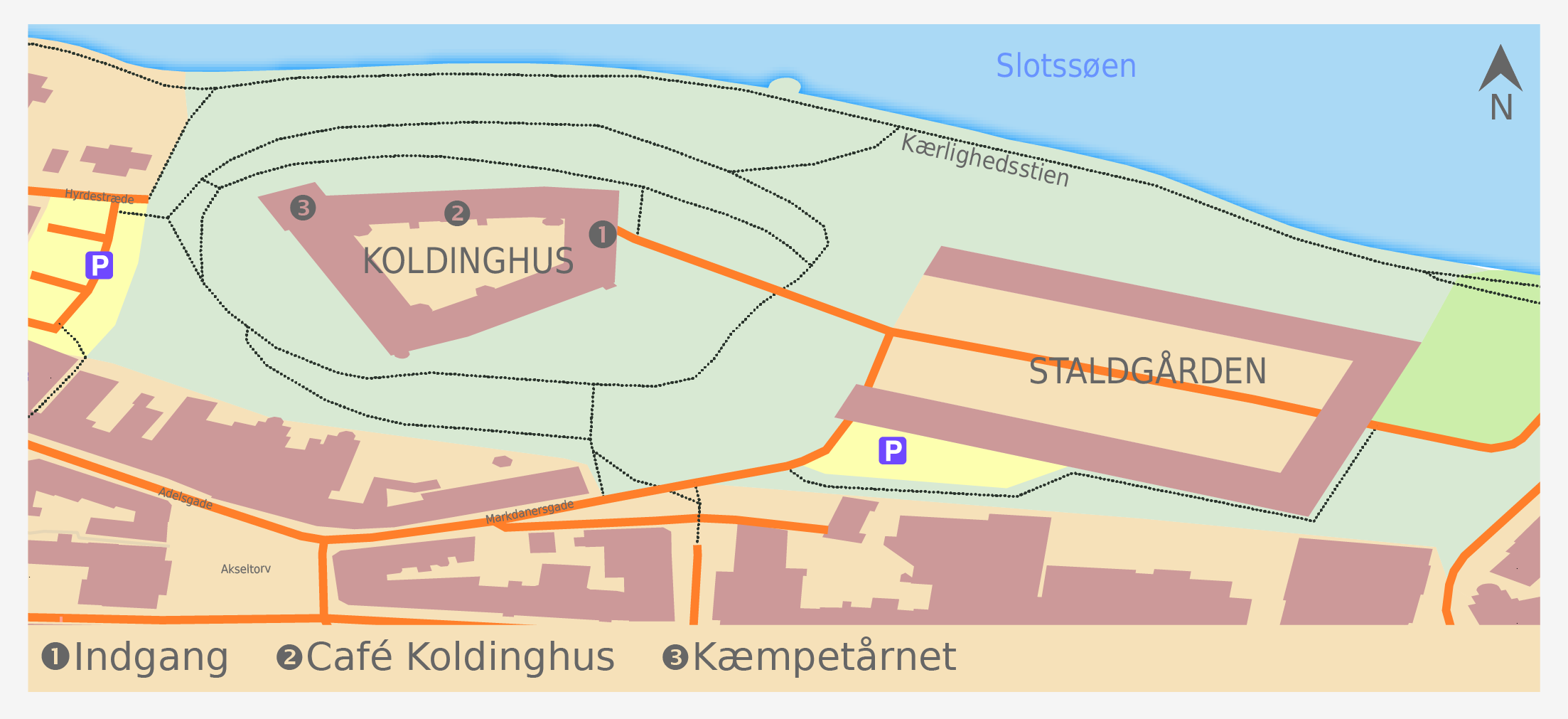
Übersichtskarte: links Koldinghus, rechts Stallungen

Das letzte Aufbauprogramm begann 1970. Die Restaurierung wurde ausgeführt unter der Leitung der Architekten Inger und Johannes Exner, die die Ruine als ein historisches Monument bewahren wollten. Die Ruine ist eingeschlossen und umgeben von neuer Architektur. Die Restaurierungsarbeiten wurden 1993 mit dem Europa-Nostra-Preis ausgezeichnet.

## Stallungen von Koldinghus

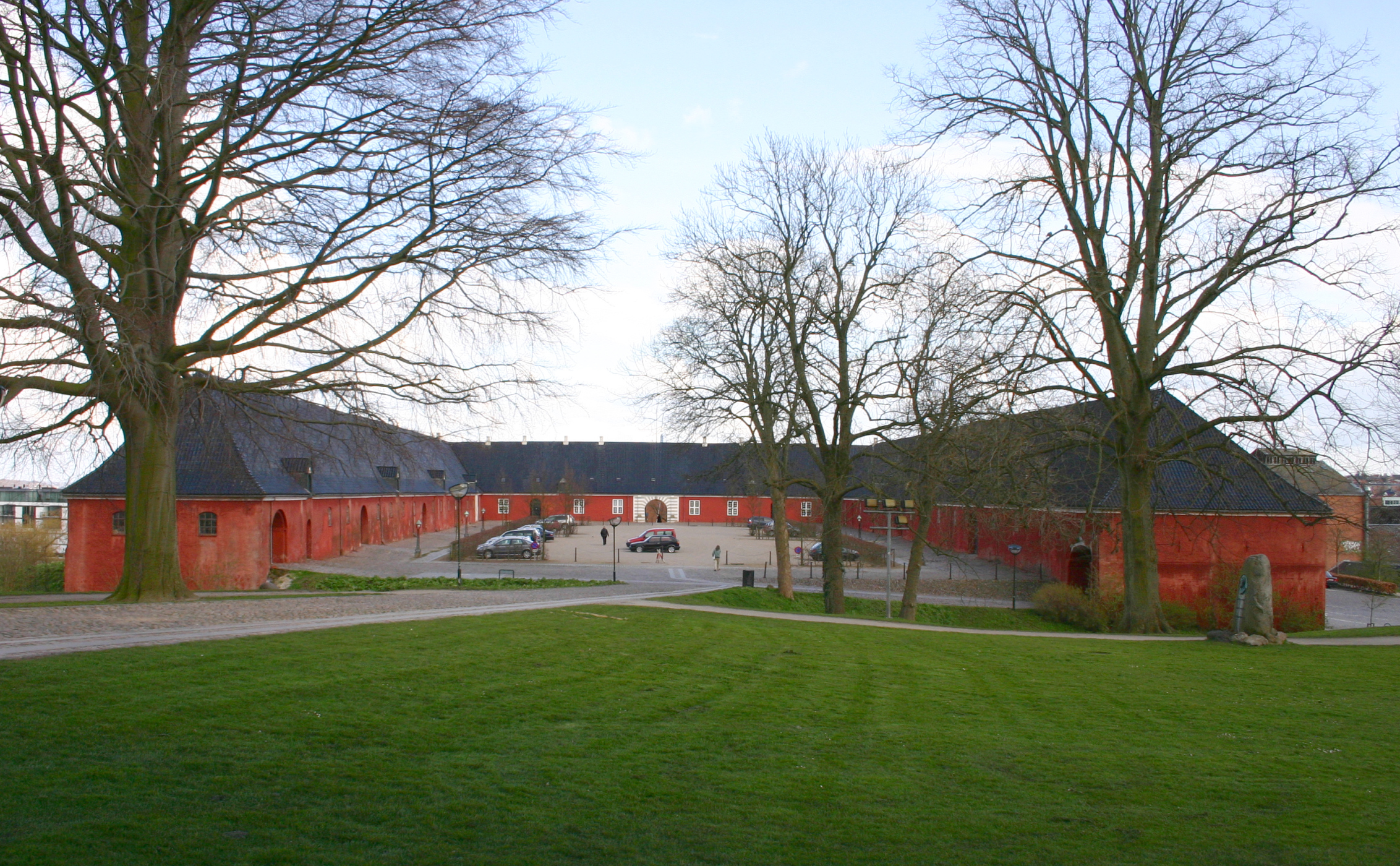
Koldinghus, Stallungen, 2008

Die Stallungen (dän.: Staldgård) liegen vor Schloss Koldinghus und beherbergten die Pferde des herrschenden Königs und die Bediensteten des Schlosses.
Die Stallungen wurden zur selben Zeit erbaut wie Koldinghus und waren beide Teil der Burg, die 1268 an der Grenze zwischen Jütland und Schleswig errichtet wurde. Die Burg stand an dem heutigen Standort von Koldinghus, während die Stallungen in einer nach Osten und Süden an den Burggraben angrenzenden tieferen Position lagen. Das Gebiet nach Norden, wo sich heute der Schlosssee befindet, war damals ein großes Sumpfgebiet, das wirkungsvoll Angriffe aus dem Norden verhinderte. Über die zwischen dem Burggraben und dem Sumpf liegenden Gebäude ist nichts überliefert.
Es ist sicher, dass diese Gebäude seit der Mitte des 16. Jahrhunderts den Marstall bildeten. Zu dieser Zeit bestanden diese Gebäude aus Holz, die während des 16. Jahrhunderts nach und nach durch Ziegelbauwerke ersetzt wurden und noch heute dort stehen. In der Regentschaft von König Christian IV. wurden solide Türme an den zwei Ecken nach Osten errichtet. Diese wurden zwar später entfernt, aber noch heute kann man Teile der dicken Turmwände zwischen den Büros entdecken.
Nach den schwedischen Kriegen von 1657 bis 1660 wurden Koldinghus und die Stallungen baulich verstärkt. In den Jahren 1717–1718 stattete König Friedrich IV. die Stallungen so aus, dass sie von der Kavallerie genutzt werden konnten. Vor ihm hatte schon König Christian V. die königlichen Besitztümer in Kavallerie-Distrikte aufgeteilt, deren Aufgabe es war, im Kriegsfall die Reiter zu versorgen. König Friedrich IV. erweiterte dieses System und steigerte seine Effektivität. So wurde der Marstall zur Basis des ersten Koldinghus-Kavallerie-Distriktes.
Während der Kriege mit England 1808 bis 1814 nutzte man die großen Gebäude der Stallungen als Lager für militärische Ausrüstung und Material. Die große Feuersbrunst im Jahr 1808 auf Koldinghus griff glücklicherweise nicht auf die Stallungen über.
Von 1819 bis 1842 fungierten die Stallungen als Quartier für zwei Schwadronen des Schleswig-Holsteinischen Ulanen-Regiments Nr. 15, die ihre Pferde hier unterstellten. In den Jahren 1845 bis 1962 wurden die Gebäude als Gestüt für die Armee genutzt. Später durchliefen die Räumlichkeiten verschiedene Nutzungen, u. a. auch als Schulgebäude für die vielen kleinen Privatschulen der Stadt Kolding.
1907 übernahm das Militär wieder die Nutzung der Stallungen, die als Remonte-Depot ausgestattet wurden, in dem die Zucht und Ausbildung von Pferden für den Dienst in der Armee erfolgte. Diese Nutzung dauerte bis 1923. Seitdem wurden in den Gebäuden keine Pferde mehr gehalten. Die eisernen Ringe, an denen die Pferde angebunden wurden, sind aber noch in den alten Ställen zu sehen, und in einigen Bereichen existieren noch die gepflasterten Böden.
Nachdem die Pferde verschwunden waren, nutzte das Militär seit 1926 die Stallungen als Depot. Während der letzten zwei Jahre des Zweiten Weltkrieges war das Hauptquartier der Gestapo Jütland und Nordschleswig hier stationiert. In einem der Gestapokeller, in dem Mitglieder der dänischen Widerstandsbewegung eingesperrt waren, kann man noch Namensspuren und eingeritzte Zeichen von inhaftierten Gefangenen erkennen. Die Zelle ist heute ein geschützter historischer Ort und Teil des Museums Koldinghus. Heute befinden sich in den Gebäuden der Stallungen Büros und Trainingsräume der „dänischen Heimwehr“ (Hjemmeværnet), Büros der Stadt Kolding, Archive, Depots und Arbeitsräume des Museums Koldinghus.

## Eigentümer von Koldinghus
- 1268–1849: diverse regierende dänische Könige
- 1849–heute: dänischer Staat

## Bildergalerie

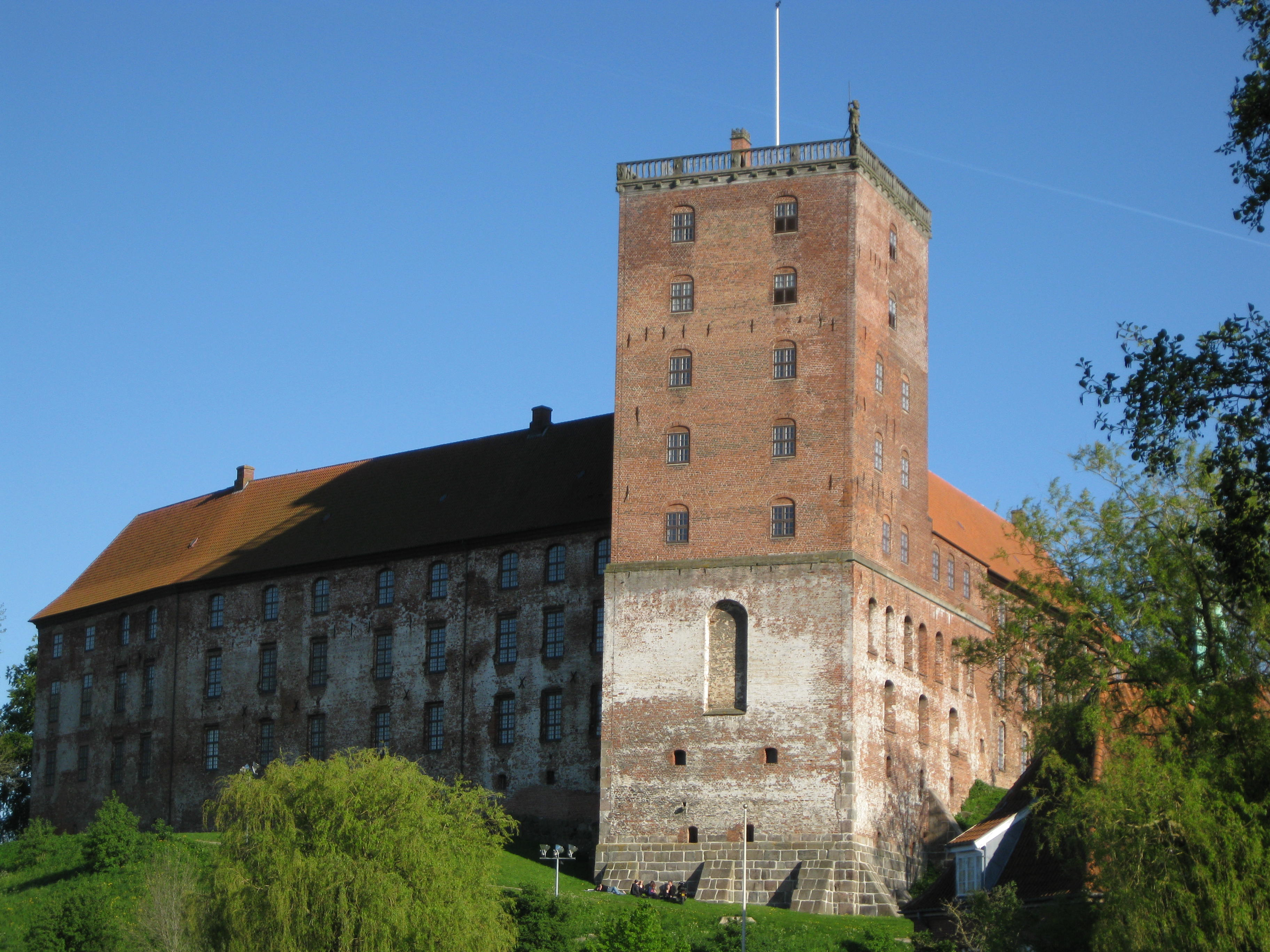
Koldinghus
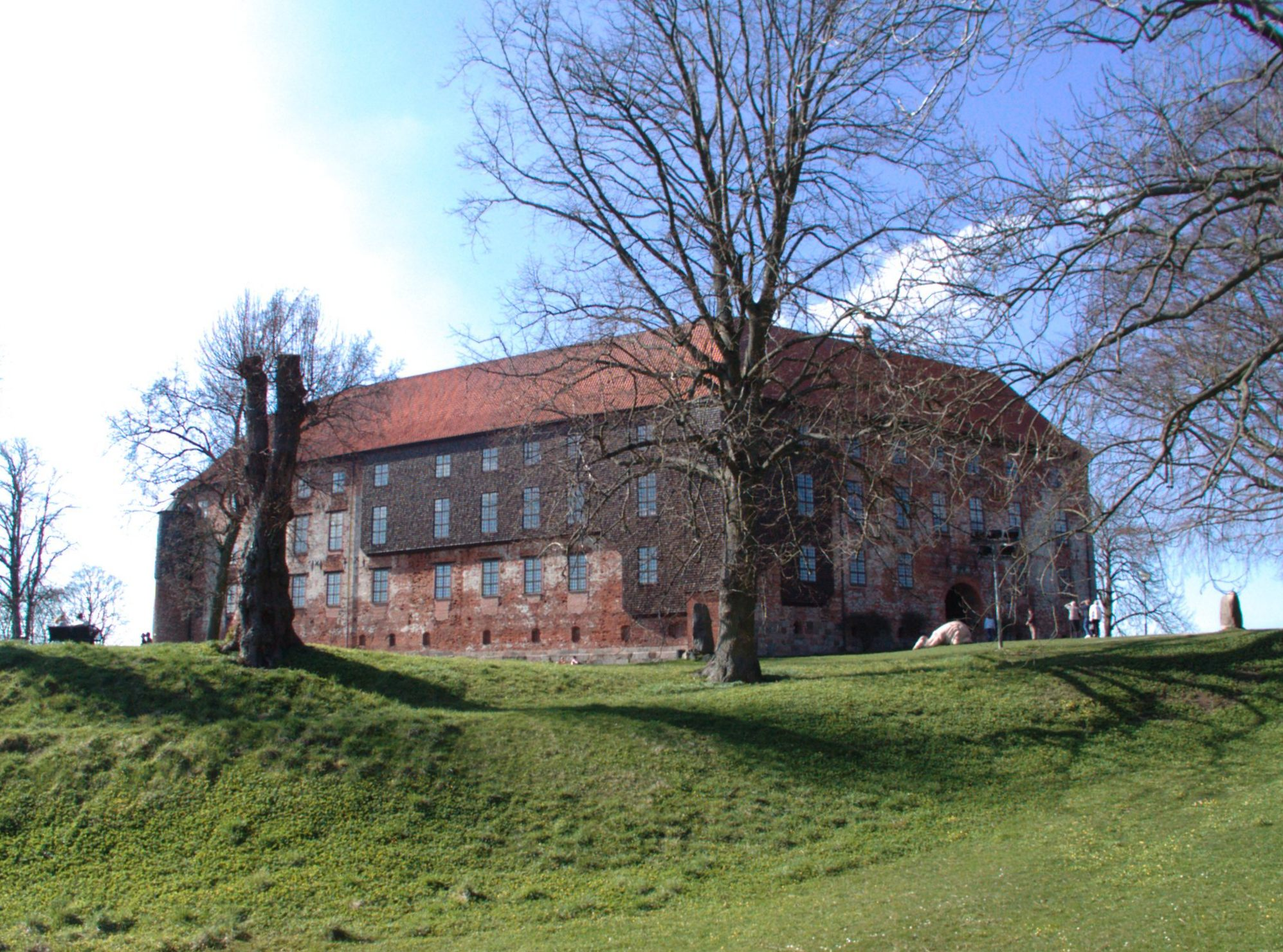
Koldinghus mit Haupteingang, rechts
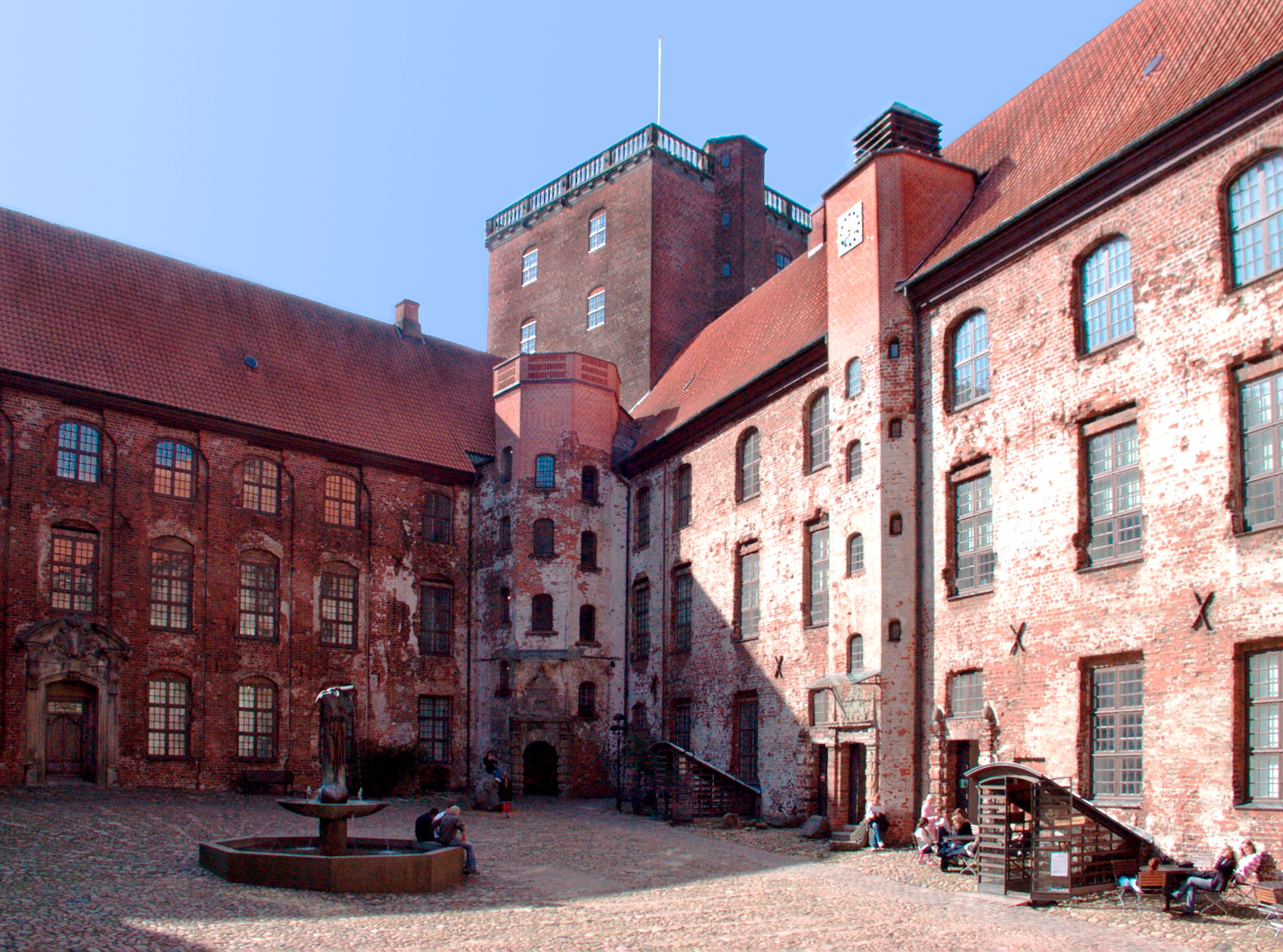
Blick vom Schlosshof
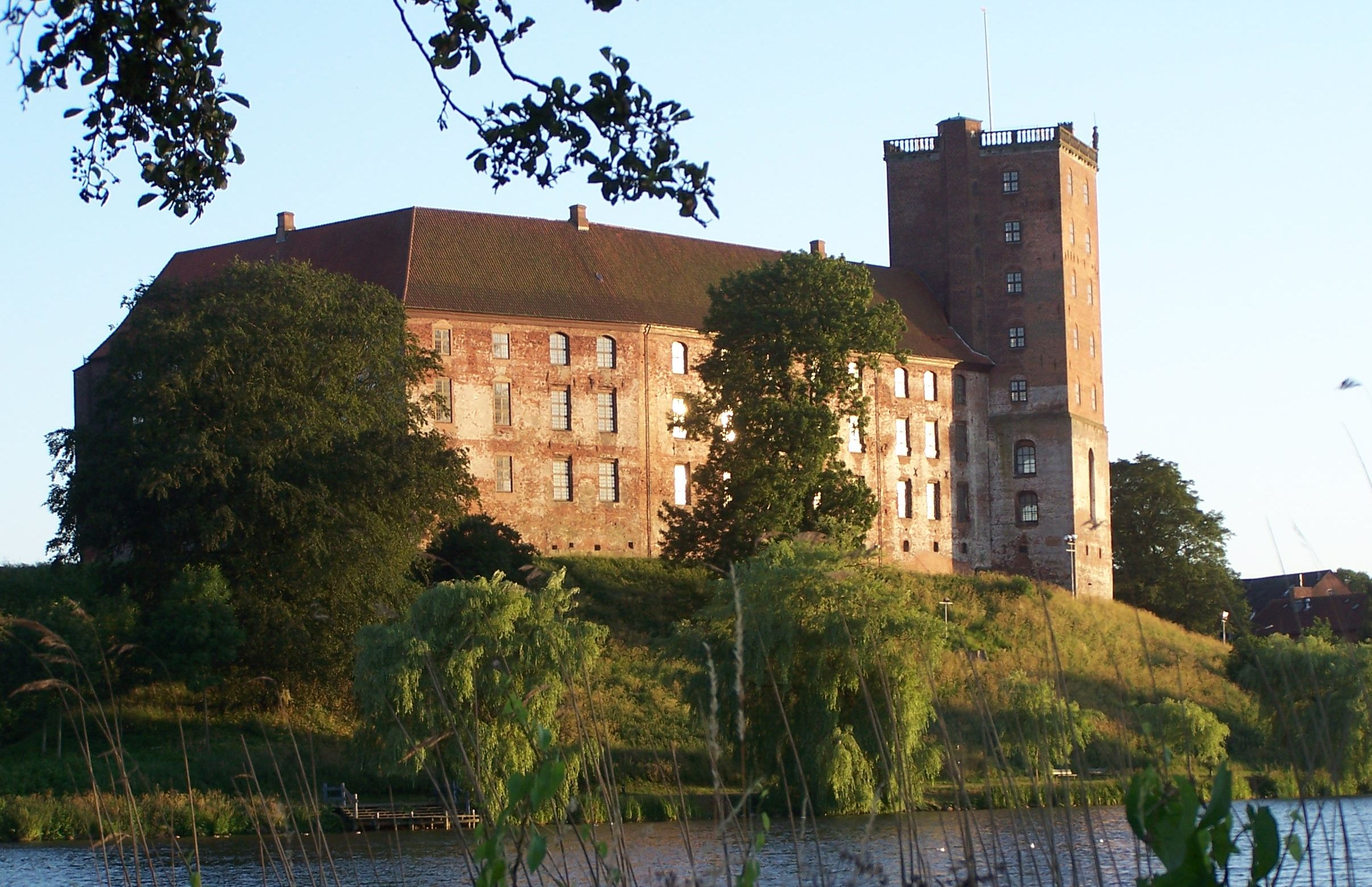
Abendsonne über Koldinghus
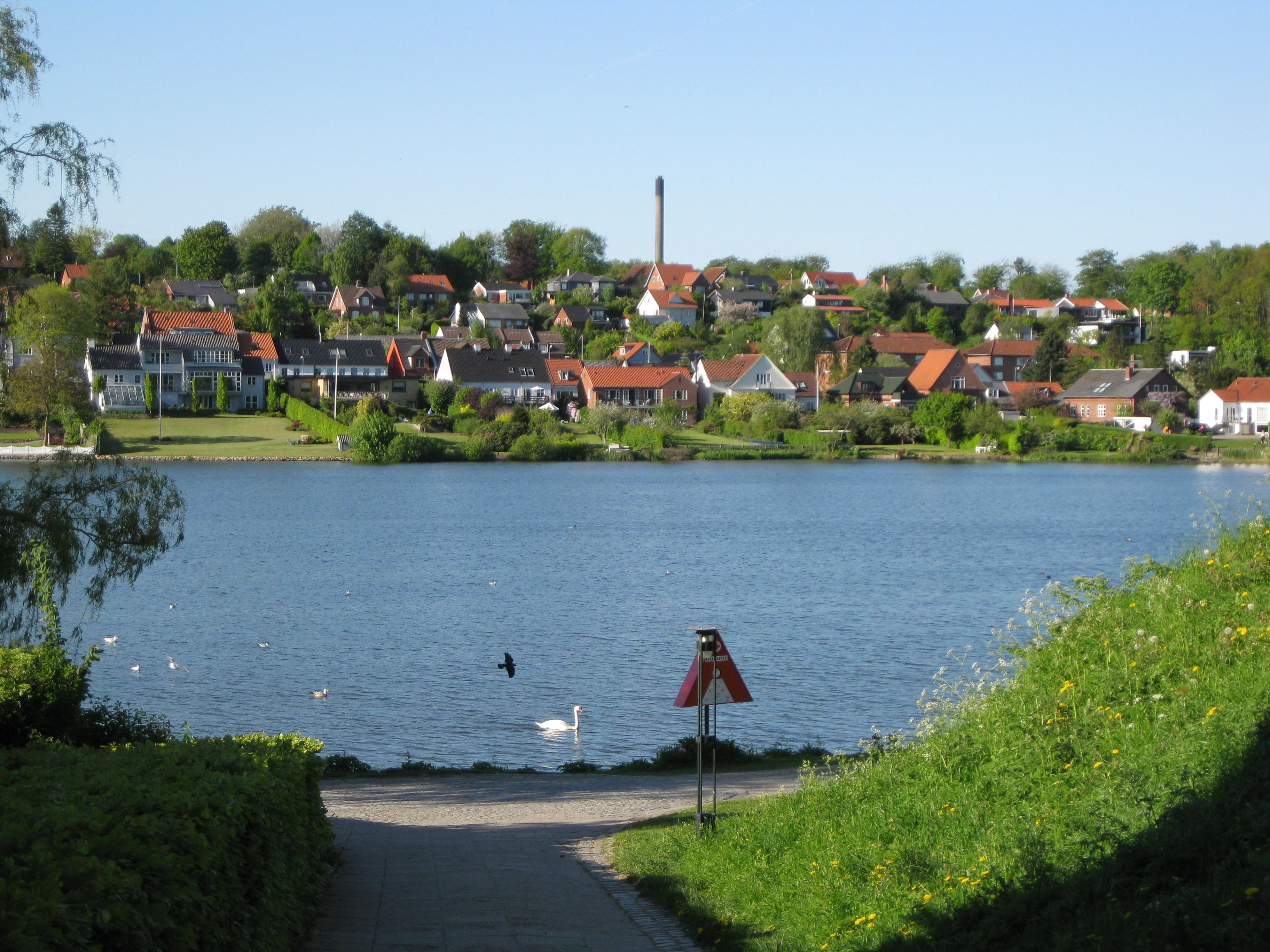
Blick über den Schlosssee
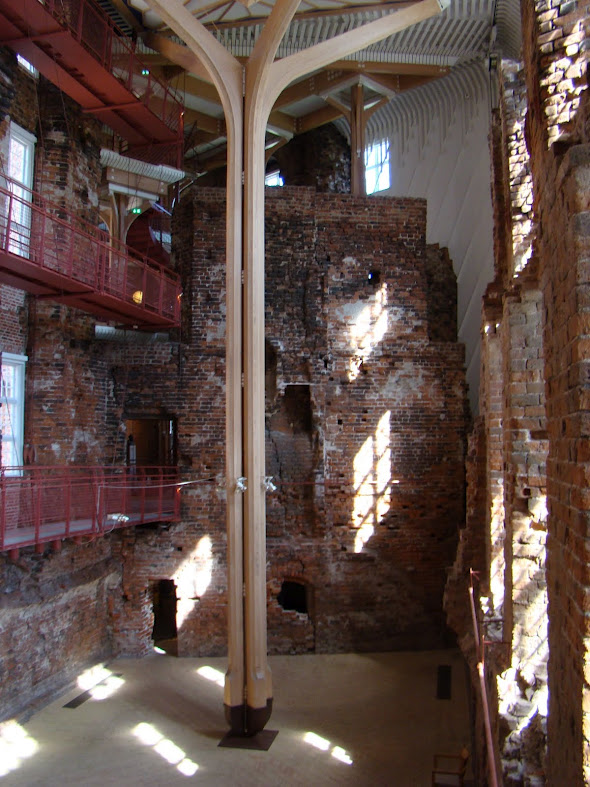
Koldinghus nach der Restaurierung
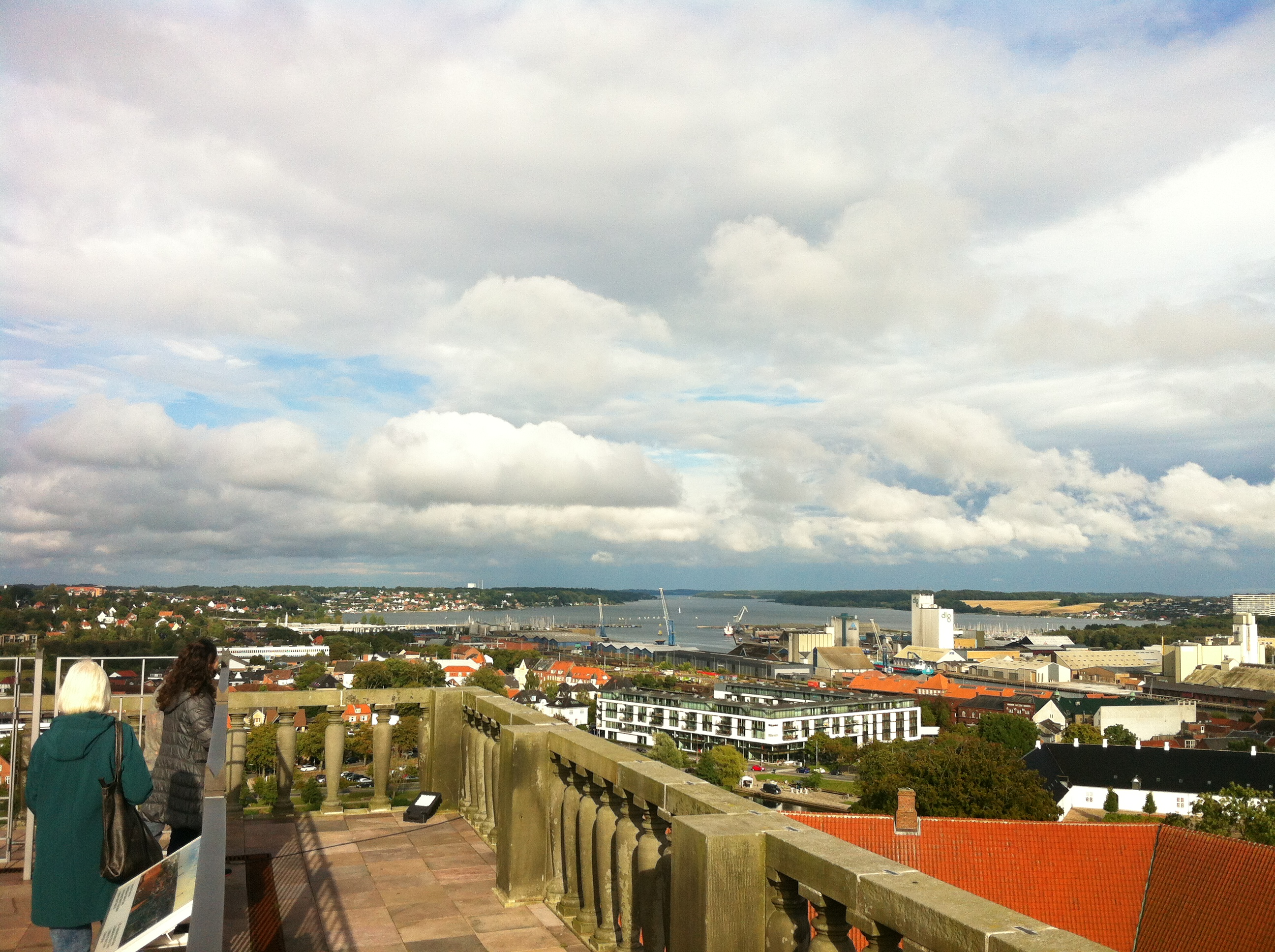
Blick von Koldinghus über den Kolding Fjord, August 2014
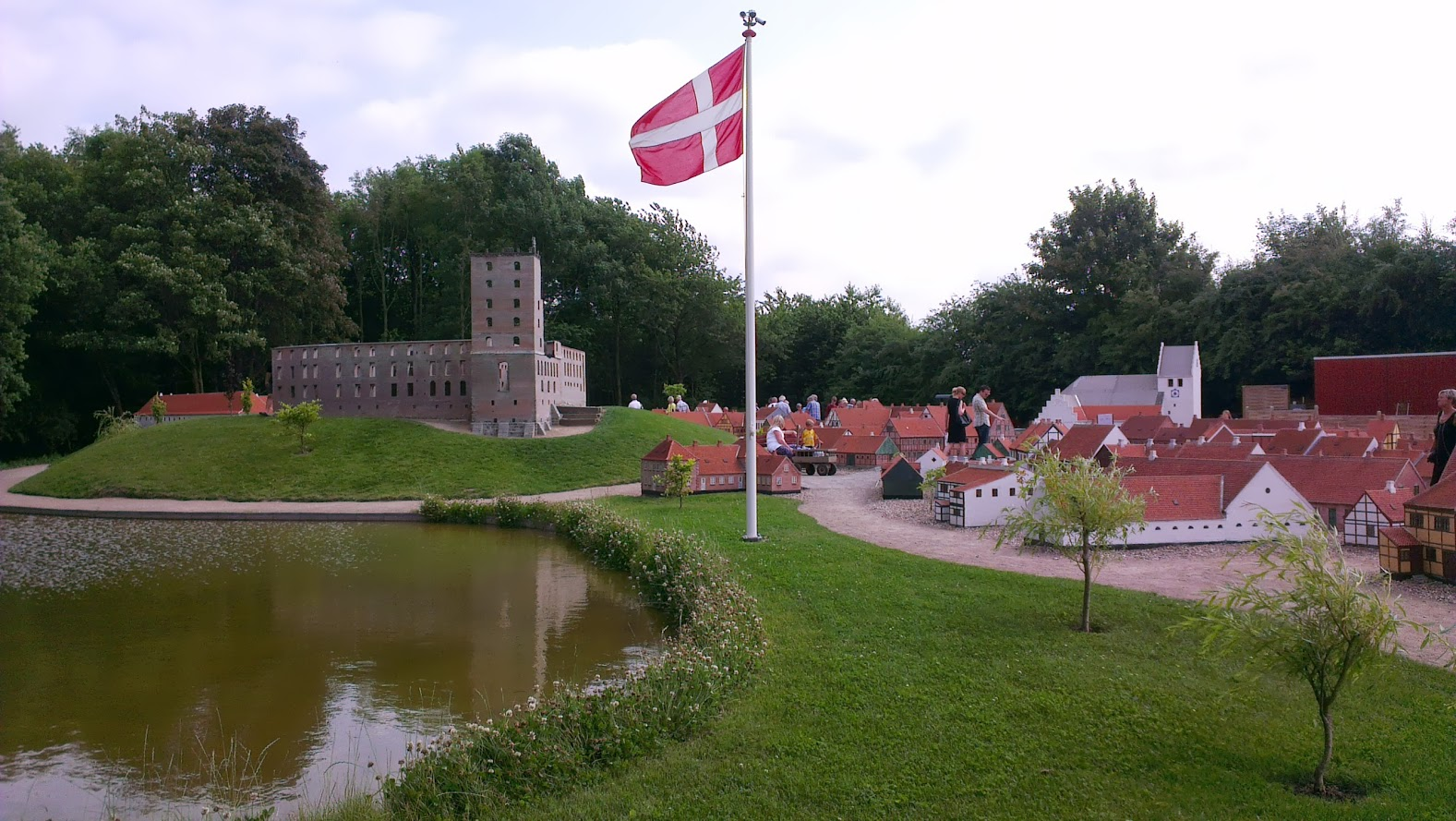
Koldinghus Schlossruine, Stand 1860, Modell